# أماليا (رواية)
أماليا (بالإسبانية: Amalia (novela))‏ هي رواية الروائي الأرجنتيني خوسيه مارمول، التي تم نشر الجزء الأول منها عام 1851 في شكل متتابع في صحيفة الأسبوع، أما في عام 1855 فتم نشرها بالكامل في بوينس آيرس. وهي تعتبر أول رواية في الريو دي لا بلاتا. وتتناول الرواية سرد الظروف السياسية والاقتصادية التي مر بها الكاتب في هذه الفترة.
وتمت معالجة الرواية سينمائيا عامي 1914 في فيلم صامت وفي 1936 في فيلم صوتي.

## كاتب الرواية

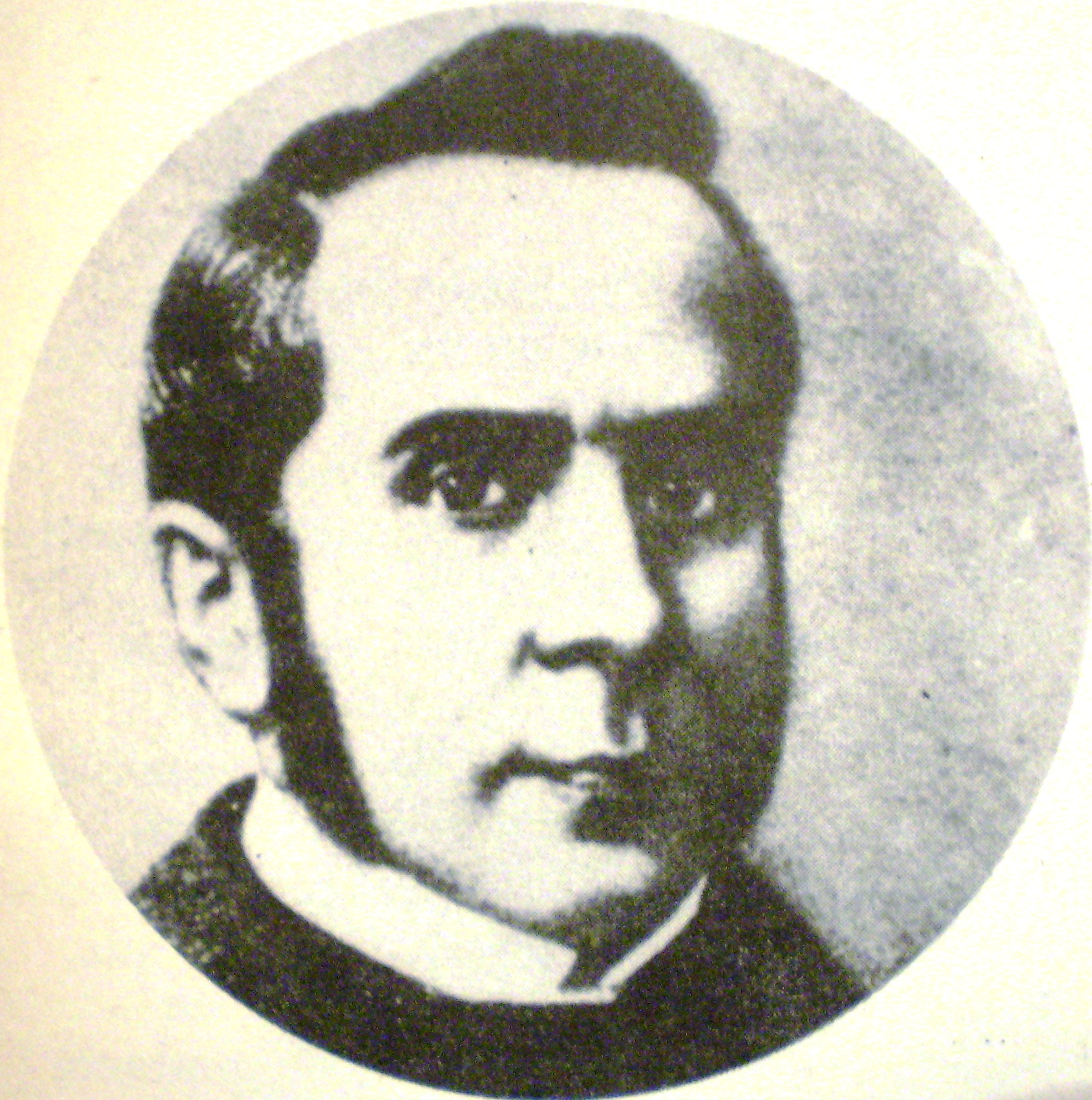
خوسيه مارمول

كاتب الرواية الروائي خوسيه مارمول الذي ينتمي لعصر الرومانسية. لقد أثرت الظروف السياسية والاقتصادية في هذه الفترة علي الكاتب خوسيه مارمول وظهر ذلك واضحا في روايته أماليا والتي يقوم فيها بسرد للأحداث في هذه الفترة.

## موضوع الرواية

### التعريف بالشخصيات الاساسية بالرواية
تبدأ الرواية بليلة الرابع من مايو عام1840 حيث يحاول خمسة رجال الفرار من بوينس ايرس للانضمام لجيش التحرير في الضفة الشرقية.ولكنهم كانوا ملاحقين من قبل القوات المحالفة لروساس.ومن بين هؤلاء الخمسة سقط أربعة قتلي ونجي واحداً فقط هو ادواردو بلجرانو الذي ابتعد عن هذه المجموعة ودافع بشجاعة بسيفه وعندما أصيب وكان علي وشك ان تقطع رأسه أنقذته العناية الالهية بوصول صديقه دانيال بيلو، والذي حمله الي بيت أماليا ابنة عمه.ولدت أماليا في توكومان وكانت تعيش في بيت ريفي منعزل عن المدينة بالقرب من الوادي حيث وقعت المأساة.هي أرملة وجميلة وذكية وتقرأ للامارتين، وبلجرانو هو ابن شقيق جنرال الاستقلال هو شاب وسيم ومثقف ومترجم لأبيات شعر إنجليزية.دانيال بيلو هو أيضاً شخص وسيم وذكي ويعد ابن أحد أصدقاء روساس ويرتبط بجميع الأشخاص المقربين من الطاغية (روساس) ويعتبر دانيال كالألة التي تحرك جميع الخيوط وتحل جميع المشكلات بشجاعة وتضحية غير عادية.

### حبكة الرواية

#### الفصل الأول
في ليلة الرابع من مايو عام 1840 كان حوالي خمسة رجال يحاولون من الموحدين unitarios يحاولون الفرار للانضمام للجيش في الضفة الشرقية ولكن أرسل لهم الحاكم روساس رجال لقتلهم وقد كُلف شخص يُدعي مارلو بنقلهم ولكنه كان فخ فقد تظاهر بأنه أحد المساهمين في الجيش واذا به يهديهم الي أيدي القتلة.ولكن تمكن ادواردو من الفرار بمساعدة صديقه دانيال.وفي هذه الليلة تعرّف ادواردو علي أماليا فهي ابنة عم دانيال حيث أن دانيال حمل ادواردو الي بيتها لكي يتعالج من الضربة التي يعاني منها في رأسه.لقد تم استدعاء الدكتور الكورتا مع بدرو الجندي المخلص للجنرال بلجرانو والد أماليا.وصل ألكورتا بصحبة فيرمين خادم دانيال وقام بمعالجة ادواردو، وعندما ذهب الجميع ظلت أماليا جنباً إلى جنب مع الجريح وبدرو.قام دانيال بكتابة أربع خطابات، الأول لخطيبته فلورنسا، والثاني للسيد فيليب ارانا، والثالث للعقيد سليمان، والرابع قام بتوقيعه بعلامة خاصة.سلّم دانيال الخطابات الثلاثة لخادمه فيرمين لكي يرسلهم، وتتحدث الخطابات عن ما حدث الليلة الماضية.روساس لديه مشاكل كثيرة مع الموحدين ومع الرجال والنساء علي حد سواء لرفضهم استخدام العملات الاتحادية.ومازال روساس يجهل اسم الشاب الناجي، لم تتجاهل فلورنسا خطاب دانيال وذهبت للسيدة خوسيفا روساس فهم يحاولون معرفة مكان الشاب الذي نجي من أيدي القتلة.لقد قدم العقيد سليمان الاستجابة السريعة ولكنه لم يكتبها بل أرسل رسالة لدانيال يبلغه فيها بانه يريدان يراه قبل اجتماع الجمعية.قام دانيال بالذهاب اولا للسيد فيليب ثم إلى بيت فلورنسا التي اطلعته علي جميع المعلومات التي اكتسبتها من العجوز خوسيفا. وفي اجتماع الجمعية اكدوا انهم لا يعرفون اسم الشاب الناجي وأن القرائن فقط لاسمه هي الجروح التي في جسده.

#### الفصل الثاني
كانت أماليا امرأة سيئة الحظ، فعندما كان عمرها ست سنوات توفي والدها ثم تزوجت في سن صغير جداً وبعد عام من الزواج توفي زوجها، وبعد ثلاثة أشهر من كونها مطلقة ماتت امها أيضاً، ومنذ ثمانية أشهر فقط وهي تعيش في بوينس ايرس.ذهب دانيال والسيد كانديدو الي منزل السيدة مارسيلينا ليطلبوا منها عمل خطة من داخل المبني مع كتابة عنوان المبني في اثنين وثلاثين ورقة ألوان بخطوط مختلفة. تناقش ادواردو مع أماليا وأوضح لها انه يجب أن يترك المكان، وفي نفس الوقت استحي ان يعلن حبه لها.أقامت مانويلا(ابنة روساس) حفلاً، كانت أماليا من المدعوين للحفل من قِبل السيدة أجوستينا التي كانت تغار من جمالها وأزيائها، ذهبت أماليا مع فلورنسا التي أحبتها منذ أن أدركت أنه لا يوجد شئ بينها وبين دانيال.وفي نفس الوقت في حوالي الساعة الثانية عشر اجتمع ادواردو ودانيال مع مجموعة من اشباب المثقفين لبحث الوضع الحالي وتقديم الحل المناسب.انتهى الحفل وتقابل الشباب وذهبوا الي بيت أماليا حيث حكت أماليا تفاصيل الحفل لادواردو ومن جديد يؤكدون حبهم لبعض.

#### الفصل الثالث
الخطاب الثالث لدانيال تم تسليمه لدوغلاس الذي كان مسئولاً عن اجتماع دانيال مع مندوب فرنسي والذي كان يتبادل معه الأفكار المناسبة للوضع الحالي، ولكنه أدرك أن هذه الأفكار القديمة للموحدين لم تُجدي في ابعاد روساس عن السلطة.كان هناك سيدة تعيش بالقرب من بيت أماليا وهذه السيدة لاحظت وجود ادواردو، وفوراً ذهبت إلي السيدة خوسيفا والتي كانت تترددعلي بيت أماليا وعندما كانوا جالسين يشربون الشاي في هدوء، لاحظت خوسيفا ادواردو وهو يتعجز علي ساقه السفلي والجرح غير مغلق بشكل صحيح، وفي النهاية فهموا جميعاً وضعه واتفقوا على إبعاده.

#### الفصل الرابع
لقد مرّ أحد عشر يوماً ومنزل أماليا يكاد يكون مهجوراً، ولكن مارينيو قام بعمل مفتاح وكان يدخل المنزل فجراً لكي يتحقق من عدم وجود أحد.لجأت أماليا الي منزل مهجور علي النهر معروف باسم (البيت الوحيد) والي هناك وصل ادواردو.عرف دانيال أن فلورنسا ووالدتها سوف يغادرون الي مونتيفيديو ولهذا كتب رسالة متشائمة جداً للمندوب الفرنسي في مونتيفيديو.

#### الفصل الخامس
كان وضع الموحدين يزداد سوءاً، فقد قررت فلورنسا ووالدتها الهجرة وفي نفس الوقت أماليا لاتريد أن تفعل ذلك للبقاء مع ادواردو.ركبت أماليا ووالدتها في مركب ولكن بعد دقائق، سمع ادواردو وأماليا ولويسا خادمتها صوت ضوضاء عالية وبعد قليل، تعرضت المركب للهجوم.وفجأة وهم في البيت مع بدرو سمعواأصواتا من الخيول بدأ مجموعة اشخاص يطرقون الباب ولكنهم لم يتمكنوا من فتحه.أثناء ذلك تذكرت لويسا الخطاب الذي يستطيع انقاذهم وبالفعل أعطت أماليا الخطاب لمارتين سانتا كولوما.في نهاية المطاف اختارت أماليا فستان الزفاف الخاص بها بعد العديد من الصعوبات.كانت أماليا في منزلها تنتظر مرور الوقت بسرعة لكي تتزوج وتنتقل الي مونتيفيديو مع زوجها وبدرو وبالطبع تم الزفاف بسرعة.كان ادواردو سيسافر الي مونتيفيديو وكانت أماليا ستذهب بعده بخمسة عشر يوماً، ولكن في هذا الوقت كان هناك شعورسيئ يصاحب أماليا ، ولكنه بالفعل تحقق.دخل مجموعة من الرجال منزل أماليا واشتبكوا مع ادواردو ودانيال وبدرو، حيث سقط العجوز جريحاً، ومات ادواردو ومات أيضاً دانيال في اللحظة التي وصل فيها وهو يصرخ.

## معالجة سينمائية
استنادا إلى هذه الرواية، تم تصوير فيلم صامت يحمل نفس الاسم [الإنجليزية] في الأرجنتين من قبل إنريكي غارثيا بيلوسو عام 1914. وفي عام 1936، تم إخراج فيلم صوتي آخر عن نفس الرواية [الإنجليزية] من قبل خوسيه لويس موغليا بارث.

## وصلات خارجية
- أماليا على موقع الموسوعة البريطانية (الإنجليزية)